# Полет 242 на „Саутърн Еъруейс“
Полет 242 на „Саутърн Еъруейс“ е вътрешен пътнически полет от регионалното летище „Северозападна Алабама“, Колбърт, Алабама, до международното летище „Хартсфийлд Атланта“, Атланта, Джорджия, с планирано междинно кацане в Хънтсвил, Съединените американски щати, управляван от „Саутърн Еъруейс“. На 4 април 1977 г. самолетът „Макдонал Дъглас DC-9-31“, който изпълнява полета, извършва принудително кацане на щатския път „Джорджия 381 в Ню Хоуп“, окръг Полдинг, Джорджия, след като при силна гръмотевична буря и градушка се чупи предното стъкло. Заради попадането на вода и ледени късове в двата двигателя, те губят тяга и угасват. В инцидента загиват 63 души на борда и още 9 на земята.
Други фактори за инцидента са диспечерската система, която не предоставя актуална информация за времето по планирания маршрут, както и че капитанът разчита на метеорологичните радари, които поради различни ограничения не дават информация в реално време. Установено е, че екипажът няма умения да управлява самолет с пълна загуба на тяга, а освен това авиокомпанията не изисква подобно обучение. Правилата на Федералната авиационна администрация също не изискват подобни обучения, тъй като няма такива инциденти до този момент.
В окончателния доклад е отбелязана работата на стюардесите, които, въпреки че не комуникират по време на инцидента с кабинния екипаж, по собствена инициатива информират и подготвят пътниците за аварийно кацане, докато самолетът се спуска. Точно преди кацането, без предварително известие или сигнал от екипажа, че следва сблъсък, стюардесите извикват на пътниците: „Подгответе се за удар!“. Те помагат и за евакуацията на пътниците от горящия самолет.